# باب کیتون
باب کیتون (انگلیسی: Bob Keeton; ۱۵ ژانویهٔ ۱۹۱۸ – january ۱۹۹۶ (۷۷−۷۸ سال)) بازیکن فوتبال اهل بریتانیا بود.
از باشگاه‌هایی که در آن بازی کرده‌است می‌توان به باشگاه فوتبال تورکی یونایتد و باشگاه فوتبال یئوویل تاون اشاره کرد.